# Institut régional de formation musicale de Batna
L’Institut régional de formation musicale de Batna (IRFM) (arabe : المعهد الجهوي للتكوين الموسيقي باتنة) appeler aussi le conservatoire régional de Batna  est un organisme d'enseignement artistique de la ville de Batna en Algérie. Créé en 1987, l'IRFM est un organisme lié au ministère de la Culture et au ministère de la Communication algériens.

## Matières enseignées

### Enseignement musical
Cette matière comprend le solfège, la théorie de la musique, la théorie de la musique arabe, l'analyse musicale, les sciences des instruments, chorale, l'esthétique, l'histoire de la musique et l'histoire de l'art en général.

### Enseignement général
L'institut régional de formation musicale de Batna dispense également une formation d'enseignement générale dans des matières telles que : la pédagogie, mytrique (Aroud)[Quoi ?], la littérature arabe, le français, l'anglais, l'histoire, la géographie, la philosophie, les mathématiques, la physique, les sciences naturelles et l'éducation civique.

## Élèves célèbres
- Tafert, groupe de musique moderne chaoui ;
- Aziz Bendir, fondateur du groupe musical Si Aziz et ex-membre des groupes Les Massyles et Aziz Bled Band ;
- L'Orchestre philharmonique des Aurès[5], créé durant les années 1990. Il se compose essentiellement d'enseignants et d'étudiants de l’I.R.F.M. de Batna.

## Professeur célèbres
- El Hanafi Méliani[6], né en 1955 à Aïn M'lila
- Ishem Boumaraf ex membre du groupe Tafert
- Hafidh Djezzar[7].